# Qui Vive (hockeyclub)
Uithoornse Hockey Club “Qui Vive”, opgericht 23 juni 1963, is de hockeyclub van Uithoorn.

## Hoofdklasse
Op 14 mei 2016 werd Qui Vive heren 1 kampioen van de Overgangsklasse en promoveerde naar de Hoofdklasse.
In de play-offs werd Almeerse Hockey Club verslagen.
In Almere won Qui Vive met 2-1 na een Golden goal van Mark Weber.
In De Kwakel won Qui Vive wederom in de verlenging. Het werd 3-2 en matchwinner was Wouter Haremaker.
Na één seizoen Hoofdklasse (2016/17) degradeerde Qui Vive naar de overgangsklasse. Omdat Qui Vive op de 12de en laatste plaats was geëindigd.

## Accommodatie
De Hockey vereniging UHC Qui Vive heeft vier kunstgrasvelden waarvan één waterveld, twee semi-watervelden en één zandingestrooid veld. Naast hockey heeft Qui Vive ook een tennisafdeling genaamd TC Qui Vive. De tennisafdeling Qui Vive heeft de beschikking over zeven verlichte kunstgras banen en twee mini-tennisbanen. Beide verenigingen maken gebruik van een gezamenlijk in 2004 herbouwd clubhuis.

## Historie standaardteams

### Dames
(bron: Rob de Groot)